# D.I.
D.I. ist eine 1981 gegründete Punkband aus dem kalifornischen Orange County.

## Geschichte
D.I. wurde 1981 von Casey Royer gegründet, während sich seine Hauptband Adolescents, bei der er als Schlagzeuger fungierte, vorübergehend aufgelöst hatte. Die Abkürzung „D.I.“ steht für „Drug Ideology“. Die erste EP enthielt noch Material, das Royer ursprünglich für die Adolescents geschrieben hatte. In den Folgejahren wurde die Band D.I. häufig temporär ad acta gelegt, jedoch mit Royer als einzigem konstanten Mitglied immer wieder reaktiviert. Die Band ist personell eng mit den Adolescents und Social Distortion verknüpft.
1983 hatten D.I. einen Auftritt im Film Suburbia der Regisseurin Penelope Spheeris, was der Band einige Popularität verschaffte. 1996 coverte die Thrash-Metal-Band Slayer das D.I.-Stück Richard Hung Himself für ihr Album Undisputed Attitude. 2008 wurde bei Gitarrist Craig Jewett Kehlkopfkrebs diagnostiziert; in der Folge gab es ein Benefizkonzert mit u. a. TSOL und Agent Orange. Im März 2011 wurde Sänger Royer verhaftet und im April zu 90 Tagen Haft verurteilt, weil er in Gegenwart seines zwölfjährigen Sohnes Heroin konsumiert hatte.

## Stil
Steven Blush sieht die Band stilistisch und personell eng verzahnt mit der Punk- und Hardcore-Szene des Orange County, zu der zu Beginn der 1980er-Jahre u. a. Social Distortion, die Adolescents, Agent Orange und TSOL gehörten. Das Musiknachrichtenmagazin Blabbermouth bezeichnet die Band als „Punk-Pioniere“ und ihre Musik als „hard-hitting, controversial punk rock“. Die hawaiianische Zeitung Star Advertiser definiert die Musik der Band als „die-hard, old-school punk, O(range) C(ounty) style“.

## Diskografie
- 1983: D.I. (EP, Revenge Records)
- 1985: Ancient Artifacts (Reject Records)
- 1986: Horse Bites, Dog Cries (Reject Records)
- 1988: What Good Is Grief to a God? (Triple X Records)
- 1989: Tragedy Again (Triple X Records)
- 1994: State of Shock (Doctor Dream Records)
- 2002: Caseyology (Cleopatra Records)
- 2007: On the Western Front (Suburban Noize Records)
- 2012: United We Slam (EP, Hand Grenade Records)